# Betriebsspitze
Als Betriebsspitze bezeichnet man den Punkt auf einer Eisenbahnstrecke, die teilweise noch nicht oder nicht mehr betrieben werden kann, bis zu dem Eisenbahnbetrieb möglich ist.
In der Praxis sind zwei Konstellationen denkbar, bei denen eine Betriebsspitze entsteht:
- Eine Eisenbahnstrecke, die in mehreren Abschnitten neu errichtet wird. Hier ist die Betriebsspitze der Punkt, zu dem Züge bereits fahren können. Zu unterscheiden ist hier noch einmal der Regelbetrieb und der Verkehr mit Bauzügen. Als Betriebsspitze wird gewöhnlich der Punkt bezeichnet, bis zu dem Verkehr mit Regelzügen möglich ist.
- Eine Eisenbahnstrecke, auf der ursprünglich über eine größere Streckenlänge Eisenbahnbetrieb möglich war, die aber jetzt, sei es durch Bauarbeiten, Naturkatastrophen oder Kriegseinwirkungen, nur noch bis zu einem bestimmten Punkt – der Betriebsspitze – befahren werden kann.